# Alberto Fommei
Alberto Fommei (Grosseto, 4 febbraio 1927 – Castiglione della Pescaia, 16 gennaio 2022) è stato un calciatore italiano, di ruolo centrocampista.

## Carriera

### Giocatore
Cresce nel Grosseto, con cui debutta in Serie C, disputandovi quattro campionati.
Nel 1949 lascia i maremmani e sale di categoria passando al Livorno, dove gioca due campionati di Serie B passando poi alla Sampdoria, facendolo esordire in Serie A.
Dopo tre stagioni in blucerchiato viene trasferito all'Atalanta nell'"affare-Bernasconi", non riuscendo a trovare spazio tra i titolari.
Conclude la carriera al Livorno in Serie B.
In carriera ha totalizzato complessivamente 87 presenze in Serie A e 78 presenze e una rete in Serie B.

### Allenatore
Ha allenato il Grosseto per alcune stagioni in Serie C e IV Serie e per altri brevi periodi in Serie D negli anni '60.

### Morte
Muore nella sua casa di Castiglione della Pescaia il 16 gennaio 2022 all'età di 94 anni.

## Palmarès

### Giocatore

#### Competizioni nazionali
- Serie C: 1

Grosseto: 1946-1947